# Søren Telling
Søren Christian Christensen Telling (26. januar 1895 i Randers – 14. juli 1968 på Dannevirke) var dansk arkæolog og forfatter, der blandt andet var med til at redde Dannevirke fra massive ødelæggelser i slutningen af 2. verdenskrig. 

## Opvækst og ungdom
Søren fødtes som søn af musikdirektør Søren Telling i Randers og kaldtes Christian til 1919. Under første verdenskrig var han korporal, og som glødende nationalist og antikommunist deltog han i Estlands løsrivelseskrig fra Rusland i 1918-1920, hvorfor han modtog det estiske frihedskors. Siden arbejdede han som skovarbejder i Estland og som musiker og tømrermester i København.
I marts 1935 blev han medlem af Fritz Clausens danske naziparti DNSAP og havnede i Clausens personlige stab og partiets musikkorps. I bagklogskabens lys forklarer han indmeldelsen med, at han lod sig indfange af fanerne, militærmusikken og paraderne samt tankerne om en genrejsning af hærens anseelse og Danmarks forsvar, som han mente var blevet alt for bolchevificeret.
Telling nærede en glødende begejstring for oldtiden og kom ofte på Nationalmuseet, hvor han fik ideen til at inddrage oldtidsfundene i den nazistiske agitation. I 1938 søgte han om tilladelse til at blæse i museets bronzealderlurer, og han fik den af museumsinspektør Johannes Brøndsted, der nok ikke var klar over den ideologiske baggrund for eksperimenterne. I efteråret 1938 fik Telling visse "uoverensstemmelser" – det vides ikke præcist hvilke – og rejste til Kiel i håb om at få arbejde på museet. I begyndelsen af 1939 søgte han om tysk statsborgerskab. Han fik det i 1941.

## Tiden før og under 2. verdenskrig
Efter i et års tid at have arbejdet som korttegner for det tyske vejvæsen fik Telling arbejde fra juli 1940 som teknisk assistent på museet i Kiel. Stillingen indbefattede blandt andet deltagelse i og ledelse af udgravninger i marken. I årene 1941-1943 var han med som assistent for arkæologen Herbert Jankuhn, der ledte efter spor af "Krimgoterne" i Ukraine som en del af nazisternes "legitimeringsprojekt" af den ariske germanske races udbredelse. Nu og muligvis tidligere fik Telling øjnene op for nazismens skyggesider og lagde fra 1941 til 1943 stadig større afstand til partiet. I midten af juli 1941 udmeldte han sig af det danske nazistparti og han blev aldrig medlem af det tyske. 
I Slesvig-Holsten var der nok at se til, da befæstningsværker og flyvepladsanlæggelser krævede, at der blev holdt øje med gravhøje og andre fortidsminder, der let kunne gå tabt. Frem til 1944 forestod Telling en række udgravninger i Slesvig-Holsten, blandt andet Kovirke, en del af Dannevirke, samt et par gravhøje. 

### Museet i Kiel rømmes
Det var ikke kun fortidsminderne ude i landskabet, der var i fare under krigen, idet også selve museet, der kun lå 4-500 meter fra marineværftet i Kiel, var i overhængende fare for at blive ramt af bomber fra de allieredes luftangreb. Fra den 9. til den 30. maj 1941 var Telling med til at pakke museets genstande ned og bringe dem i sikkerhed, og kun Nydambåden og de slesvigske runesten blev ladt tilbage. Båden blev i juni pakket ind i et træskelet og gemt i Mölln sø i Lauenburg, medens runestenene fik lov at stå frem til april 1944. Nu spurgte Telling, om han ikke måtte gemme runestenene af vejen, da de risikerede at blive ødelagt ved et bombeangreb. Efter et par dages overvejelser fik han lov af museets underdirektør, men det var dog ikke det eneste problem, for da Telling kom med mandskab og vogn, som i sig selv havde været besværlige nok at fremskaffe, fik han at vide af museets personale, at det ikke kunne lade sig gøre at flytte stenene uden at ødelægge gulvene, så de havde bare at blive stående. Søren Telling lod sig dog ikke slå ud så let, så han ventede, til personalet gik hjem til frokost, og fik så hugget stenene fri af de murede fundamenter, slæbt hen over gulvene på noget træ, ud ad et vindue og ned på lastbilen. Stenene blev begravet på en hede for ikke at blive krigsbytte. To dage senere blev museet bombet og brændte ned til grunden.

### Dannevirke
Hvad Telling blev mest kendt for, var hans arbejde som ”vagthund” på Dannevirke. Det begyndte en dag i oktober 1944, hvor hans børn kom hjem fra skole og fortalte, at de skulle have fri i mange måneder, fordi skolen var beslaglagt til nogle af de 9000 skansearbejdere, der skulle arbejde på Dannevirke. Telling anede uråd og fik bekræftet af en admiral i Kiel, at hele voldanlægget skulle ændres til en nordvendt kampvognspærring. 
Det skyldtes, at de allierede var gået i land i Normandiet den 6. juni 1944, og nu frygtede Værnemagten (det tyske forsvar) en invasion på den jyske vestkyst og en offensiv mod Tysklands nordflanke. Derfor havde de politiske ledere, der ikke havde megen feltingeniørmæssig forstand, besluttet at ofre Dannevirke og lave den om til en nordvendt spærring.
Trods advarsler både fra admiralen og professor Schwantes om, at det var for sent at gøre noget, lod Telling, der var kendt som en handlekraftig mand, sig ikke slå ud, og da han vidste, at samtlige oldtidsminder i Tyskland sorterede under SS Reichsführer Heinrich Himmler, fik han fat i dennes telefonnummer i Bayreuth. Han talte i over en time med Himmler og med den adjudant, Wolfgang Sievers, der var leder af "Amt für Ahnenwerte" (kontor for oldtidsminder). 
Da Himmler var helt besat af alt, hvad der hørte til Tysklands ariske og germanske fortid, pålagde han Telling at forhindre, at skansearbejdet gik i gang. En skriftlig ordre om at indstille arbejdet kunne først være fremme nogle dage senere via telegram.
De tyske officerer, der stod for arbejdet, troede, at Telling var fra forstanden, men frygtede på den anden side, at Himmler kunne have omstødt ordren. De påbegyndte arbejdet, hvor det ikke berørte voldene. To dage senere ankom telegrammet, der desværre indeholdt ordene ”såvidt muligt”. Det betød, at arbejdet blev gennemført, men langt fra så omfattende, som det var projekteret. Da gravearbejdet var færdigt, ankom en general for at bese resultatet. Han konstaterede, at gravene skulle have været placeret 4 km nord for Dannevirke for at have nogen som helst effekt og at ”Hvad De her har anrettet, kan kun tjene til at ærgre og fortrædige vor venligsindede nabo i nord, så jeg anbefaler Dem, at De skyndsomst dækker det hele til igen, inden alt for tydelig forargelse opstår”. Telling tilføjede efter generalens udtalelse et stille "Amen", hvilket han ikke blev specielt populær på.

## Efter krigen
Der blev ikke gjort mere ved voldene fra tysk side, og efter krigen var der nok at gøre i det besatte og lettere lovløse Tyskland med at sørge for, at Dannevirke blev genetableret og ikke hærget af jordhungrende bønder. Søren Telling havde i krigens sidste dage fået fuldmagt fra museet i Kiel til at holde opsyn med fortidsminderne i Sydslesvig og sørge for, at de ikke led overlast – hverken fra tysk eller allieret side. Stillingen ophørte pr. september 1945, men Telling fortsatte som ulønnet tilsynsførende ved Dannevirke og fik i 1946 stillet en barak fra 1941 til rådighed som en slags embedsbolig. Her lykkedes det ham at forpurre mange bønders ødelæggelsestogter på befæstningsværket, og han var også en af hovedkræfterne bag fredningen af hele fortidsmindet, der trådte i kraft i 1950. Han forsøgte at genvinde sit danske statsborgerskab, men trods hans ihærdige indsats for at bevare den danske kulturarv i Sydslesvig i slutningen af krigen, vejede hans nazimedlemskab 1935-41 tungere hos Folketinget, der afviste hans anmodning i 1960. Han forblev på Dannevirke til sin død i 1968.